# Saint-Étienne-sur-Usson

Saint-Étienne-sur-Usson este o comună în departamentul Puy-de-Dôme, Franța. În 1 ianuarie 2022 avea o populație de 256 de locuitori.